# Clinocottus recalvus
Clinocottus recalvus és una espècie de peix pertanyent a la família dels còtids.

## Descripció
- Fa 13 cm de llargària màxima.[3][4]

## Hàbitat
És un peix marí, demersal i de clima subtropical (46°N-42°N).

## Distribució geogràfica
Es troba al Pacífic oriental: des del sud d'Oregon (els Estats Units) fins a les costes centrals de la Baixa Califòrnia (Mèxic).

## Observacions
És inofensiu per als humans i capaç de respirar aire quan és fora de l'aigua.